# Pontus Bodelsson
Björn Anders Pontus Bodelsson, född 20 januari 1967 och uppväxt i Klippan, är en ledare inom svenskt näringsliv som även är verksam som författare och föreläsare. Han har givit ut två böcker och sedan 1998 innehaft ett flertal vd-roller. Bland dessa märks vd för Karnov Group (börsnoterat på Nasdaq Stockholms midcap-lista), HD-Sydsvenskan med Helsingborgs Dagblad och Sydsvenskan samt Nationalencyklopedin. 
Pontus Bodelsson är utbildad jurist och ekonom. Han har bland annat arbetat inom MTG-sfären, på reklambyrån MOR, Ikea och researchföretaget QuickWise, som han också grundade. 
Pontus Bodelsson var general för Lundakarnevalen 1994 och ledare för Lundaspexarna  1990-1993. Hans näsa finns avgjuten och hänger på plats 68 i Nasoteket, som finns på Café Athen i Lund.
Pontus Bodelsson gav 2012 ut boken Management by Glädje på förlaget Liber. Den bygger på författarens föreläsningar med samma titel, och behandlar vikten av ett ledarskap för lust och mening i tider då det ställs krav på ett kontinuerligt förändringsarbete.
2018 utkom boken Mina 79 bästa misstag och annat värdefullt. Boken är utgiven på förlaget Roos & Tegnér och handlar om författarens insikter från åren som förändringsledare under digitalisering och innovation. 
2013 tilldelades Pontus Bodelsson Morotspriset, som Motivationshuset med flera sedan 2002 årligen delar ut till framgångsrika ledare i Skåne. Den inledande motiveringen var att han "...personifierar det moderna ledarskapet som bygger på engagemang, omtanke och resultatfokus."